# San Nicolás (Nicarágua)
San Nicolás é um município da Nicarágua, situado no departamento de Estelí. Tem 163 km² de área e sua população em 2020 foi estimada em 7.631 habitantes.